# Samiszen
A samiszen (三味線; Hepburn: shamisen, ’három húr’), avagy szangen (三絃; Hepburn: sangen, ’három húr’) háromhúros japán hangszer, amin egy bacsinak nevezett pengetővel játszanak. A nyárslantok családjába tartozik, kicsi, bőrrel borított teste vékony, hosszú nyakhoz illeszkedik. Fogólapja bundozatlan. Hagyományosan selyemhúrokkal, napjainkban gyakran nejlonhúrokkal van felszerelve.

## Felépítése
A samiszen pengetős húros hangszer, a nyeles lantok, azon belül a nyárslantok családjába tartozik. Felépítése hasonló a gitáréhoz vagy a bendzsóhoz; van egy nyaka, egy rezonáló teste, vannak rajta húrok, melyek a nyak és a test között feszülnek.
A test, avagy dó (胴; Hepburn: dō), dobra hasonlít: egy üreges test, amely elöl-hátul kifeszített bőrrel van beborítva. A bőr típusa a zene műfajától és a művész tehetségtől függ. A tanuló samiszenhez gyakran kutyabőrt használnak vagy műanyagot, mert ezeket könnyű pótolni és tartósak is. A mestersamiszenre macskabőrt feszítenek, ez drágább, finomabb anyag. Állítják, hogy a legszebb samiszenhang macskabőrrel érhető el. A múltban használtak egy speciális típusú papírt is, újabban pedig különböző fajta műanyagokat próbálnak ki. A legdrágább samiszeneken a macska mellbimbója is látható.
A szao (棹; Hepburn: sao), azaz a samiszen nyaka egy vékony rúd, mely átfúrja a dobszerű testet, kissé kilóg a másik végén, ahol rögzítési pontként szolgál a húroknak. E sajátossága alapján a samiszen a nyárslantok családjába tartozik. A legtöbb samiszent úgy készítik, hogy azok szétszedhetőek és könnyen tárolhatóak legyenek, ennek megfelelően a nyaka általában három vagy négy összeilleszthető darabból áll. A nyak végén a húrokat tartó hangolókulcsok hosszúkásak, vékonyak, hatszögletűek. Eredetileg elefántcsontból készültek, manapság fából vagy műanyagból.
A három húrt hagyományosan selyemből készítik, újabban nejlonból. A hangszer egyik végén a hangolókulcsokhoz rögzítik őket, a másikon pedig egy textildarabhoz, mely a nyaknak a testből alul kilógó végéhez csatlakozik. A húrok a dó fölött feszülnek, melyhez a rajta fekvő húrláb, avagy koma (駒) révén kapcsolódnak. A legmélyebb húr szándékosan alacsonyabban van elhelyezve, mint a többi, hogy ezzel egy jellegzetes, zümmögő, a szitáréhoz hasonló hangszínt érjenek el. A dó felső részét szinte mindig egy dó kakénak nevezett borítás védi, és a zenészek gyakran használnak ujjvédő anyagot (jubikake). A hangszer feje, melyet tendzsinnek neveznek, szintén borítással van védve alkalmasint.

## Felépítési és használati variációk

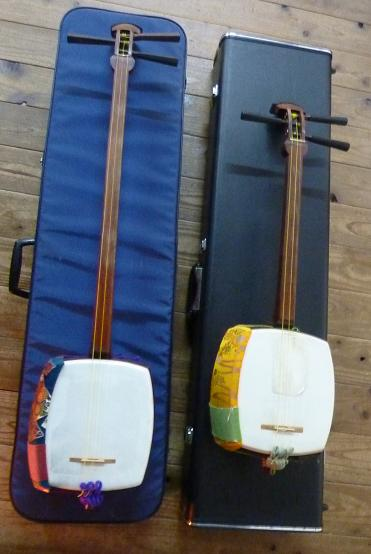
A heike samiszen összehasonlítva egy csuzao samiszennel.

A samiszen felépítése különbözhet formában és méretben attól függően, hogy milyen zene játszására használják. A használt bacsi fajtája is a műfajtól függ, ha használják egyáltalán. A samiszeneket nagyság és műfaj szerint kategorizálják. Három alapméret létezik: hoszozao, csuzao, és futozao. A samiszen-műfajok között említésre méltó a nagauta, a dzsiuta, a minjo, a kouta, stb.

### Hoszozao
A hoszozao (細棹; Hepburn: hosozao, ’vékony nyak’), ahogy a neve is mutatja, a legkisebb samiszen. A test kicsi és négyzet alakú, rendkívül vékony nyakkal, mely a hangszer teste felé elvékonyodik, és eltávolodik a húroktól. A hoszozaot rendszerint a nagautában használják, mivel a rövidebb és vékonyabb nyak jobban megfelel a kabuki elvárásainak. Azokat a hoszozao samiszeneket, melyeket kifejezetten a nagautához készítenek, nagauta samiszennek is hívják. A hoszozaót a koutában is használják, melynél a hangszert ujjal pengetik.

### Csuzao
A csuzao (中棹; Hepburn: chuzao, ’közepes nyak’), a hoszozaónál eggyel nagyobb méret. Ahogy a neve is jelzi, a nyak kissé vastagabb. A hangszer teste felé közeledve a nyak és a húrok távolsága azonos marad, nem úgy, mint a hoszozaónál, ahol a húrok eltávolodnak a nyaktól. A fogórész hirtelen ér véget, és a nyak maradéka élesen a testbe kanyarodik. Ezt a kanyart úgy nevezik, hatomune (鳩胸, ’galambnyak’). Ennek eredményeként a csuzaónak szélesebb regisztere van, mint a hoszozaónak. A csuzaót a dzsiuta stílus játszói kedvelik, szélesebb és puhább hangszíne miatt, de ezt a fajta hangszert szinte minden stílushoz lehet használni.

### Futozao
A legnagyobb samiszen, a futozao (太棹, ’kövér nyak’), a gidajubusi (a bunraku zenéje), a dzsoruri-minjo, és a cugaru-dzsamiszen műfajokban használatos. A vastagabb nyak elősegíti a nagyobb hangzást, melyekre ezekben a műfajokban szükség van. A cugaru-dzsamiszenhez használt futozao egy meglehetősen új találmány; ezt szándékosan sokkal nagyobbra készítik, mint a hagyományos samiszeneket, és nyaka is sokkal hosszabb és vastagabb, mint a szokásos nagauta és dzsiuta samiszeneké.

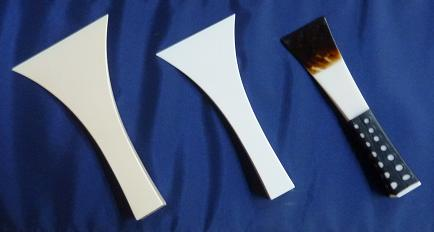
A minjo, cugaru és heike samiszenekhez tartozó bacsik.

### Bacsi variációk
A bacsi vagy pengető, mellyel a samiszenen játszanak, szintén különbözik méretben, formában és anyagban attól függően, hogy milyen műfajban játszanak vele. A nagauta samiszenhez használt bacsit három különböző anyagból készíthetik: fa, műanyag, vagy elefántcsont. Habár a nagauta tanárok nem szeretik a műanyagot, ha nincs elefántcsont, és a fa túl drága, a műanyag is megfelelő. A dzsiuta bacsit vagy teljesen műanyagból vagy elefántcsontból készítik, vagy műanyag és teknőspáncél kombinálásával, vagy pedig elefántcsont és teknőspáncél egybeépítésével. A dzsiuta bacsit a legkönnyebb felismerni, mert ez a leghosszabb, legszélesebb, és van rajta egy feltűnő bemélyedés is, ahol a teknőspáncél találkozik a fogóval. A dzsiuta bacsi fogóját néha bölényszarvból is készítik. Az alapanyag minősége azonban nem változtat a hangzáson. A legnehezebb és legvastagabb bacsit a gidaju samiszenhez használják, ám ez nem olyan széles, mint a nagauta bacsi. A legkisebb bacsit a cugaru samiszenhez használják, ennek hegye mindig teknőspáncélból készül.

### Egyéb variációk
A koma, azaz a húrláb készülhet idős bambuszból, elefántcsontból, ökörcsontból, rózsafából, bölényszarvból, kóki fából, a fentiek bármilyen kombinációjából, vagy műanyagból a tanulóhangszerek számára. Sokféle magasságú koma létezik; minél magasabb, annál erősebb a keletkező hang, de annál nehezebb irányítani a gyors játékot ('szukui'). A magasabb komá-k nem valóak kezdő játékosoknak. A három legismertebb koma variáció a nagauta koma, a dzsiuta koma, és a cugaru-minjo koma.

## Játékformák
A legtöbb samiszen-műfajban a hangszeren bacsival játszanak. A samiszen hangzásra hasonló az amerikai bendzsóhoz, ahogyan a dobszerű dó felerősíti a húrok hangzását. Hasonlóan a bendzsó játszási stílusához, a bacsit gyakran használják mind a húrok, mind pedig a bőr megütésére, melytől perkusszív hangzás keletkezik. A kouta (小唄, ’kis dal’) stílusban, és néhány más műfajban is előfordul, hogy ujjal játszanak a samiszenen.

## Hangolás
A samiszen hangolási módja szintén műfajfüggő. Japán-szerte rengetegféle stílusú samiszen létezik, és a hangolás, tonalitás és elnevezés többnyire különböző. A legismertebb hangolási technikák közül három a honcsosi (本調子; Hepburn: honchoshi), a ni agari (二上がり), és a szan szagari (三下がり; Hepburn: san sagari).

### Honcsosi
A honcsosi jelentése „otthon hangolás”, vagy „alaphangolás”, és azért hívják így, mert minden más hangolást ebből a hangolásfajtából származtatnak. A honcsosi hangolásnál a legmagasabb és a legmélyebb húr között egy oktáv távolság van, míg a középső húr az alsótól kvarttávolságra van hangolva (pl. D, G, D).

### Ni Agari
A ni agari jelentése „megemelt második”, mely arra utal, hogy a középső húr (a honcsosihoz képest) magasabbra van hangolva. Itt az alsó és a középső húr közötti távolság öt hangra nő, mely a középső és a felső húr közötti távolságot négy hangra csökkenti. Pl.: D, A, D.

### Szan Szagari
A szan szagari jelentése „leengedett harmadik”, mely a harmadik (legmagasabb) húrnak a honcsosihoz képest egy egész hanggal lejjebb engedését jelenti. Így tehát mindhárom húr kvarttávolságra van egymástól, pl. D, G, C.
Ellentétben az olyan hangszerekkel, mint a gitár, vagy a hegedű, melyek meghatározott hangmagasságra vannak hangolva, a samiszent az énekes regiszteréhez, vagy egyszerűen a művész személyes preferenciája szerint hangolják. Amíg a fenti elvárások valamelyike teljesül, a samiszenművész a hangszert bármilyen hangmagasságra hangolhatja.

## Lejegyzési módok

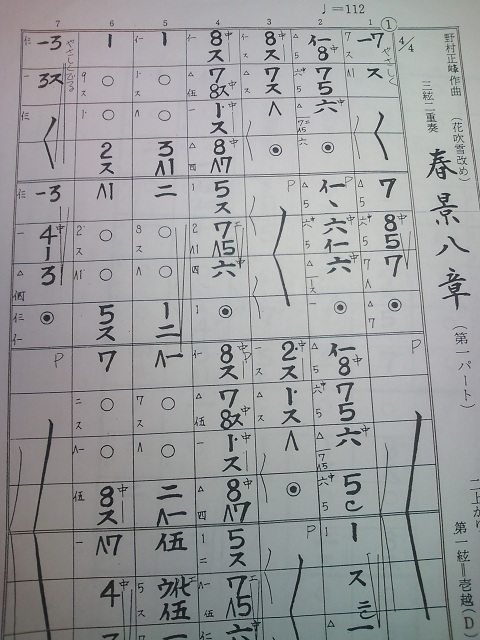
Függőleges samiszen tabulatúra.

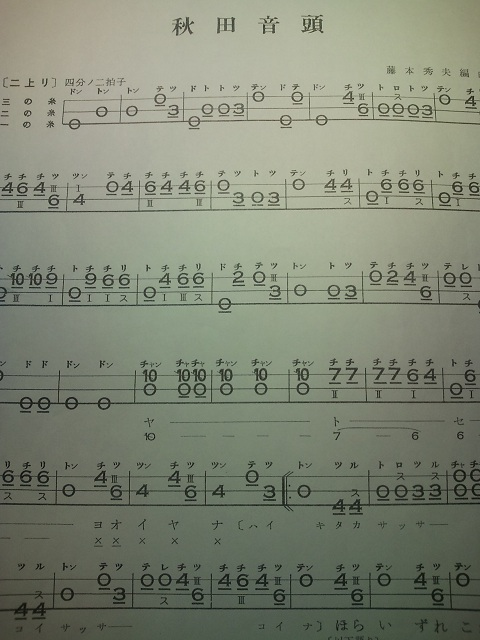
Vízszintes samiszen tabulatúra.

A samiszenzenét lehet nyugati stílusú kottába, hangjegyekkel írni, de gyakoribb a tabulatúra formátum. Míg a hangolás lehet hasonló a különböző műfajokban, a húrok lefogási helyeinek (cubo (壷; Hepburn: tsubo)) elnevezései eltérőek. Ennek következményeképp a különböző műfajok tabulatúrái is eltérően íródnak. Például a minjo stílusú samiszennél a pozíciók 0-tól egyenként vannak számozva (a 0 az üres húr), míg a dzsiuta samiszennél a számok oktávonként változnak. A cugaru stílusban megint másképpen számoznak. Következésképp tehát az egy bizonyos samiszenstílust tanuló diákok számára igen nehéz elolvasni egy másik stílus kottáit, hacsak nem tanulják meg külön azt is.
A tabulatúra íródhat tradicionális japán függőleges jobbról balra stílusban, vagy modernebb, vízszintes balról jobbra stílusban is, mely hasonlít a modern gitártabulatúrákhoz. A hagyományos függőleges stílusban kínai írásjegyeket és régebbi jelöléseket használnak, ám sok mindent átvettek a nyugatias jegyzésmódból is, például az olasz dinamikai és tempójelöléseket és a fermatát. A tabulatúra általában tartalmazza a kívánt hangolási módot is.

## Történelem és műfajok
A japán samiszen elődje a kínai szan-hszien (三弦, sanxian). A szan-hszien a Rjúkjúi Királyságon keresztül jutott az országba a 16. században, ahol az okinavai szansin (三線; Hepburn: sanshin) lett belőle, mely a samiszen közvetlen felmenője. A hagyományok szerint a samiszen ősét a 16. században hozták be a Szakai-kikötőnél, Oszakához közel.
A samiszent lehet játszani szólóban, együtt más samiszenekkel, vagy más hangszerekkel együttesben is, énekkel kísérve, mint pl. a nagautánál, vagy valamilyen színdarab kísérőjeként, mint pl. a kabuki vagy a bunraku esetében. Férfiak és nők mindig is egyaránt játszottak samiszenen.
A leghíresebb és nagy valószínűséggel legnehezebb stílus a gidajú, melyet Takemoto Gidajú (1651-1714) után neveztek el, aki jelentős szerepet játszott az oszakai bunraku bábszínházban. A gidejú samiszen és a hozzá tartozó plektron a legnagyobbak a samiszencsaládban, és az énekes-narrátor szerepébe beletartozik a szerepek felolvasása, és a kommentár eléneklése. Az énekes-narrátor szerepe sokszor annyira nehéz, hogy az előadás felénél leváltják. A samiszenművésznek tökéletesen kell ismernie a darabot, hogy az énekesre reagálni tudjon. A 19. századtól kezdve már nők, ún. onna-dzsóruri avagy onna gidajú is részt vettek ebben a tradícióban.
A 20. század első felében vak művészek, pl. Sirakava Gunpacsiró (1909-1962), Takahasi Csikuzan (1910-1998), és látó művészek, pl. Kida Rinsóei (1911-1979) kifejlesztettek egy új játékstílust, mely hagyományos népzenén alapul (minjó), de sok benne az improvizáció. Ez a stílus ma a cugaru-dzsamiszen, melyet a Honsún található régió után neveztek el, ahol kifejlődött, és ma is viszonylag népszerű. A virtuóz cugaru-dzsamiszen stílust legtöbbször a bluegrass bendzsó műfajhoz hasonlítják.
A kouta (小唄) dalstílust a gésák és a maikók tanulják. A neve szó szerint kis dalt, vagy rövid dalt jelent, mely ellentétben áll a bunrakuban és kabukiban megtalálható nagautával, mely hosszú dalt jelent.
A dzsiuta (地唄; Hepburn: jiuta), avagy föld-dal egy klasszikusabb típusú samiszenzene.

## A samiszen a mai zenében

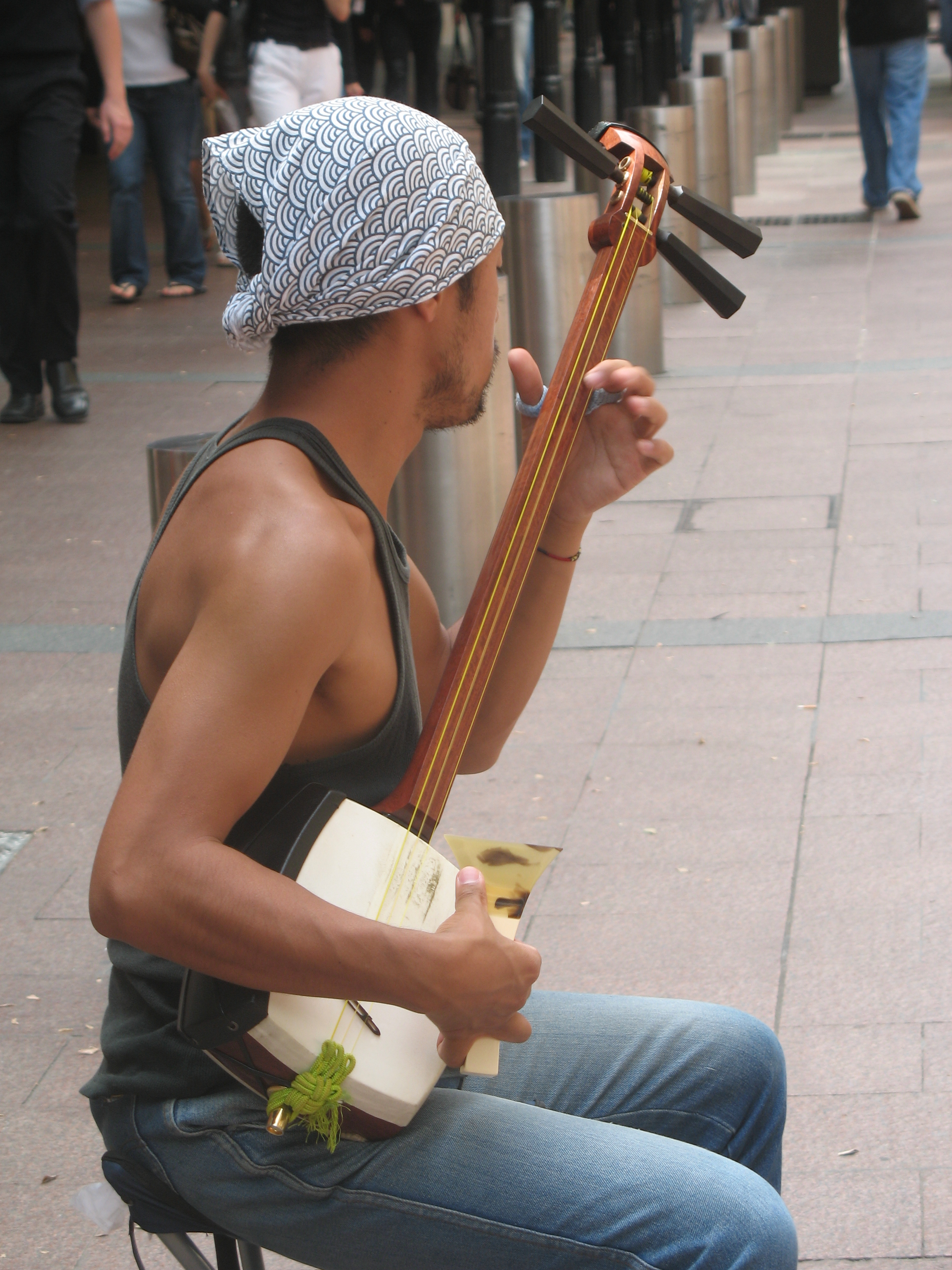
Utcazenész samiszenen játszik. Sydney, Ausztrália

Egy kortárs samiszenművész, Kunimoto Takeharu bluegrass zenét játszik samiszenen, melyet egy évig tanult az East Tennessee State University egyetemen, ahol együttesben is játszott. Egy másik művész aki cugaru-dzsamiszenen játszik, Szato Micsihiro szabad improvizációt játszik.
A japán-amerikai Glenn Horiuchi samiszenen játszott fellépésein és felvételein.
Egy Japánban híres duó, a Josida testvérek, kifejlesztettek egy energikus játékstílust tele gyors, agresszív szólókkal, melyet az elektromos gitáron játszott rockzenéhez hasonlítanak.
A gitáros Marty Friedman sokszor játszott samiszenen felvételeken, hogy zenéjét egzotikusabbá tegye. (Music for Speeding)
A japán rockzenész Miyavi többször is játszott samiszenen, mind felvételeken, mind élő koncerteken.
Az amerikai cugaru-dzsamiszenművész és gitáros Kevin Kmetz egy zenekart vezet God of Shamisen néven, mely Santa Cruzban, Kaliforniában található, és az Estradasphere zenekarban is játszik samiszenen.

## Fordítás
Ez a szócikk részben vagy egészben  a   Shamisen című angol Wikipédia-szócikk ezen változatának fordításán alapul.  Az eredeti cikk szerkesztőit annak laptörténete sorolja fel. Ez a jelzés csupán a megfogalmazás eredetét és a szerzői jogokat jelzi, nem szolgál a cikkben szereplő információk forrásmegjelöléseként.